# Vendée militaire
 (février 2018).
Si vous disposez d'ouvrages ou d'articles de référence ou si vous connaissez des sites web de qualité traitant du thème abordé ici, merci de compléter l'article en donnant les références utiles à sa vérifiabilité et en les liant à la section « Notes et références ».
La Vendée militaire est le terme utilisé pour désigner le territoire insurgé lors de la guerre de Vendée.
Le territoire de la Vendée militaire comporte 735 communes, peuplées au début de la guerre de 755 000 habitants.  
Répartie entre les anciennes provinces du Poitou, de l’Anjou et de la Bretagne, débordant donc largement les limites du département de la Vendée, elle comprenait également le sud de la Loire-Inférieure, le sud-ouest du Maine-et-Loire (région des Mauges) et le nord-ouest des Deux-Sèvres. Elle était en outre limitée par les places fortes républicaines : Nantes, Angers, Saumur, Thouars, Parthenay, Luçon, Fontenay-le-Comte et Les Sables-d'Olonne. 
|                                                        |
| Carte des zones d’insurrection de la guerre de Vendée. |

|                                                                 |
| Carte de la Vendée militaire (en vert apparaissent les forêts). |

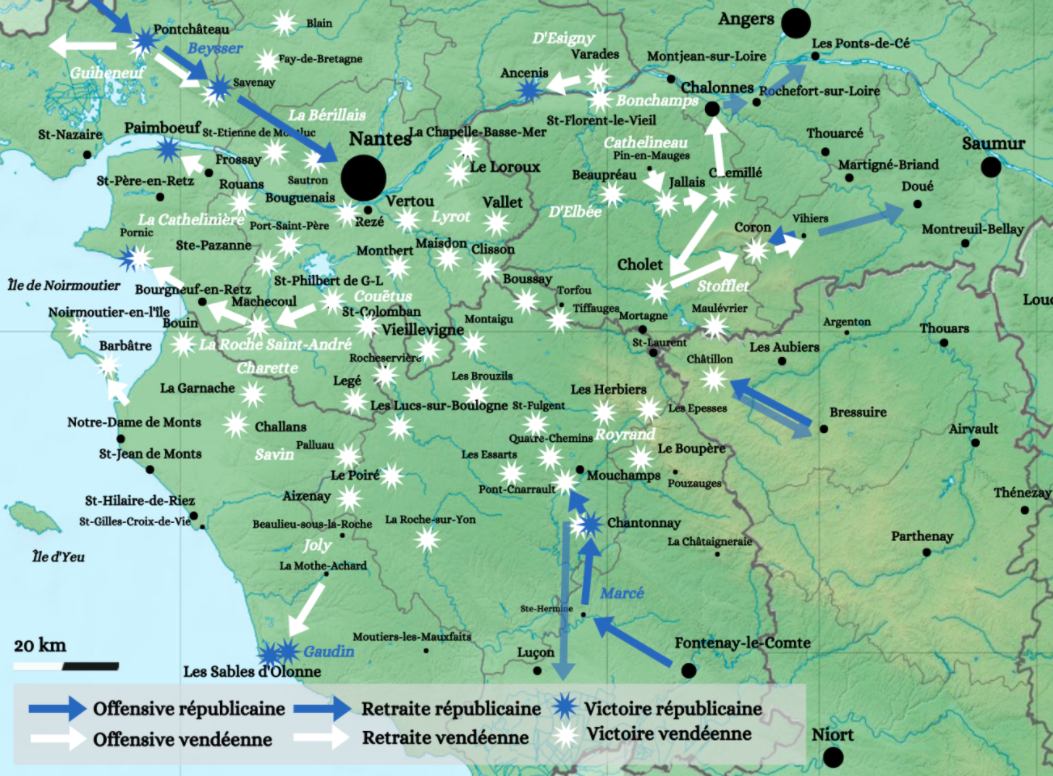
Carte de l'insurrection vendéenne en mars 1793.
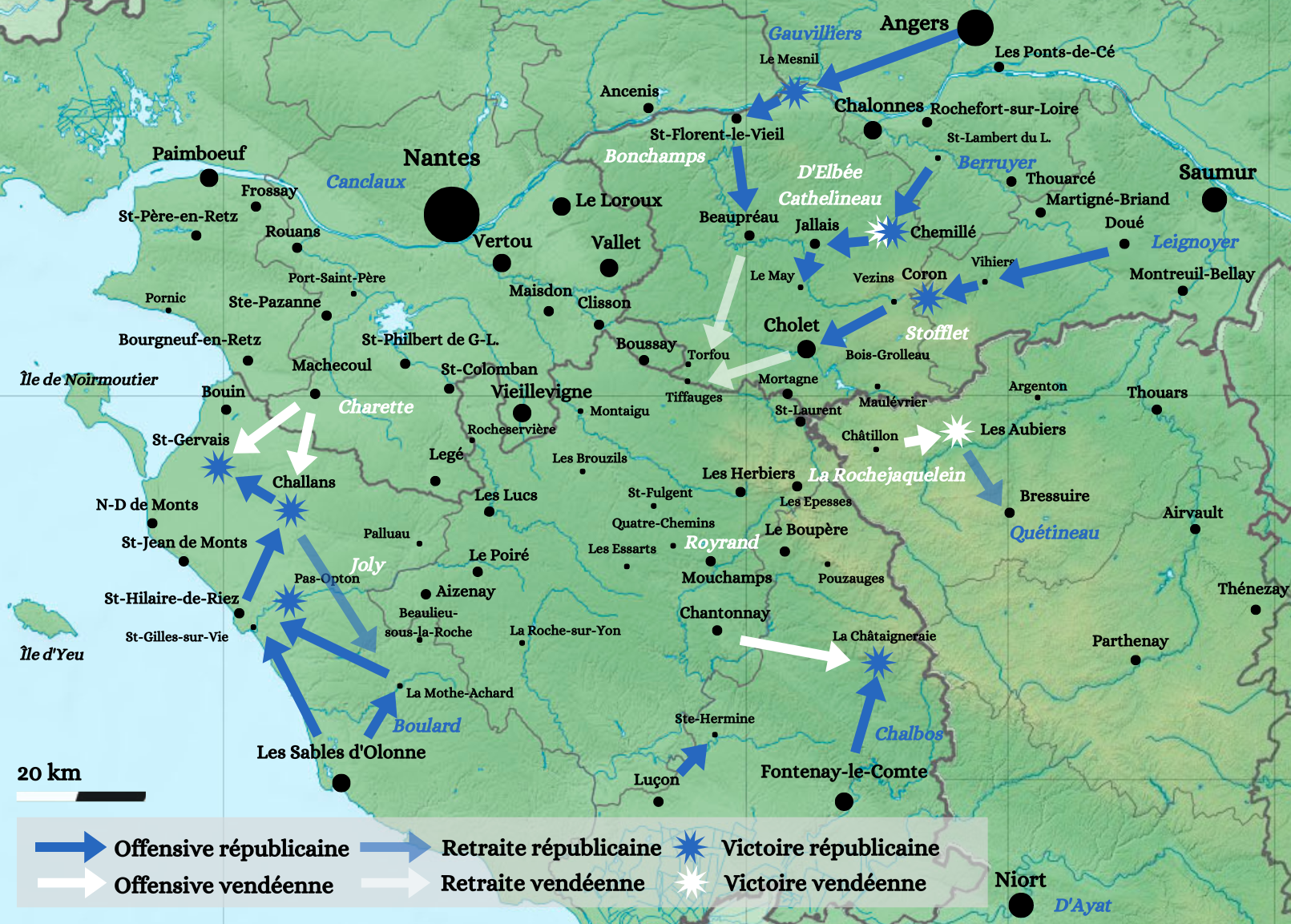
Carte des combats en Vendée entre le 10 et le 19 avril 1793.
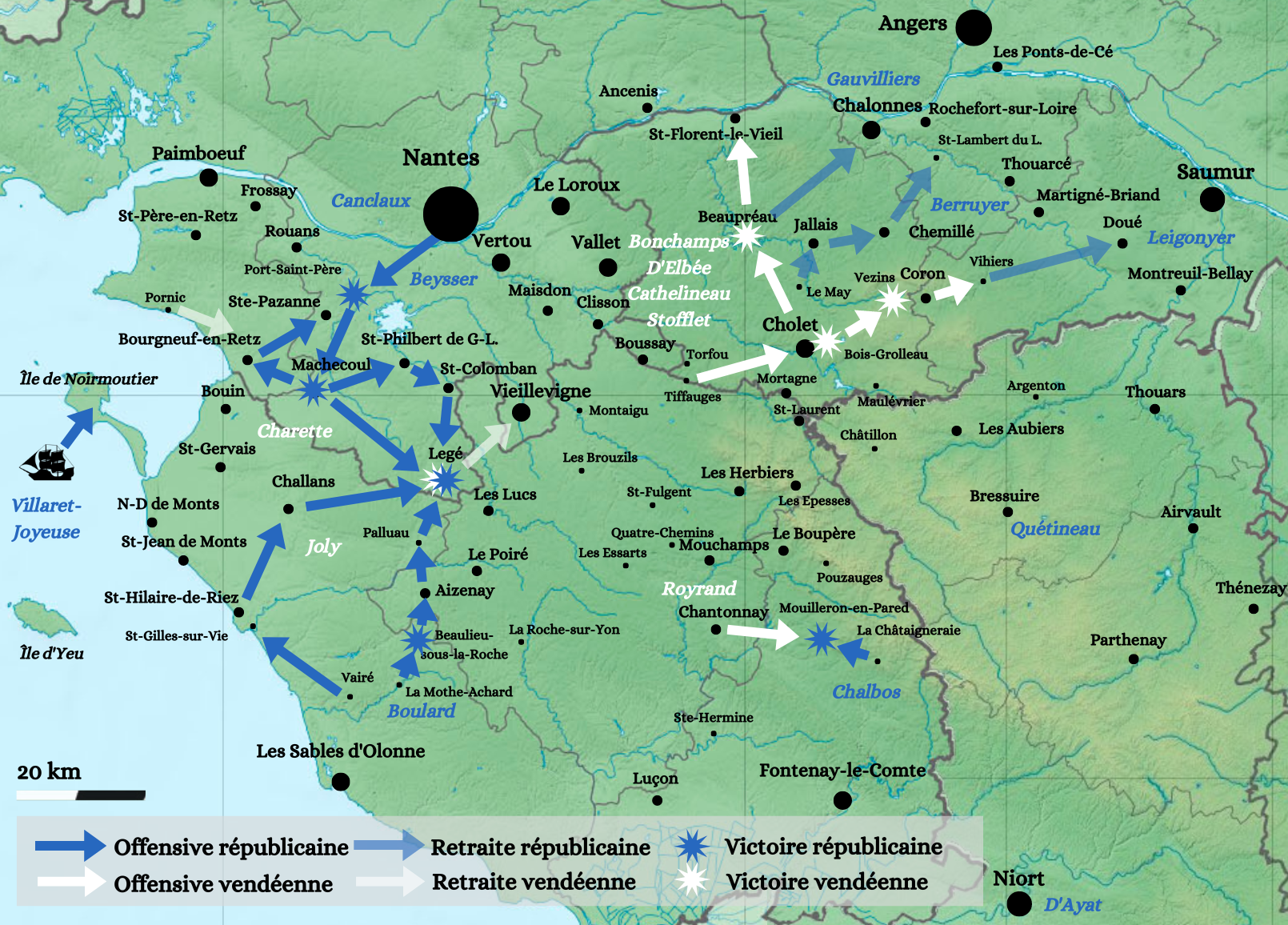
Carte des combats en Vendée entre le 20 avril et le 5 mai 1793.
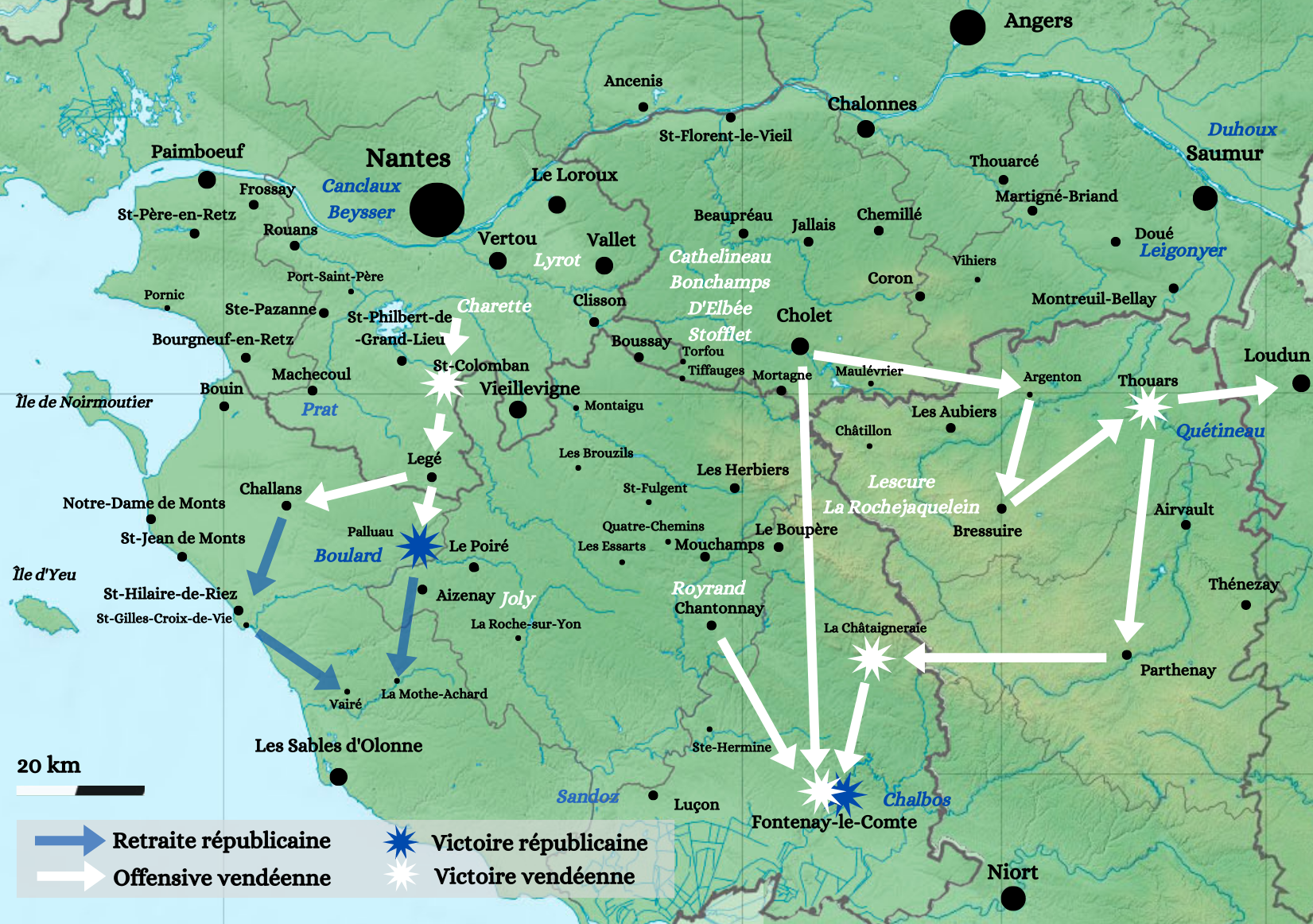
Carte des combats en Vendée en mai 1793.
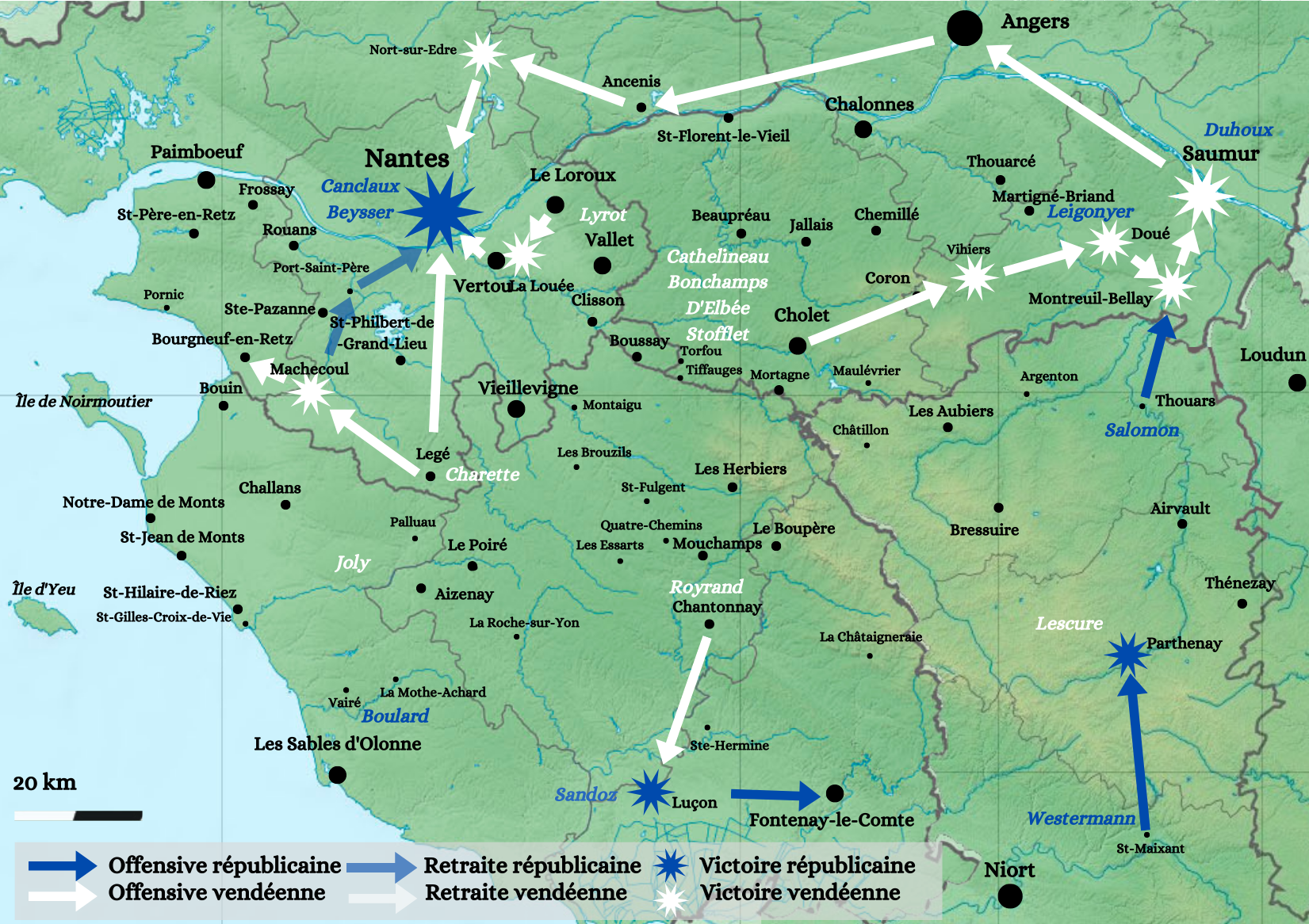
Carte des combats en Vendée en juin 1793.
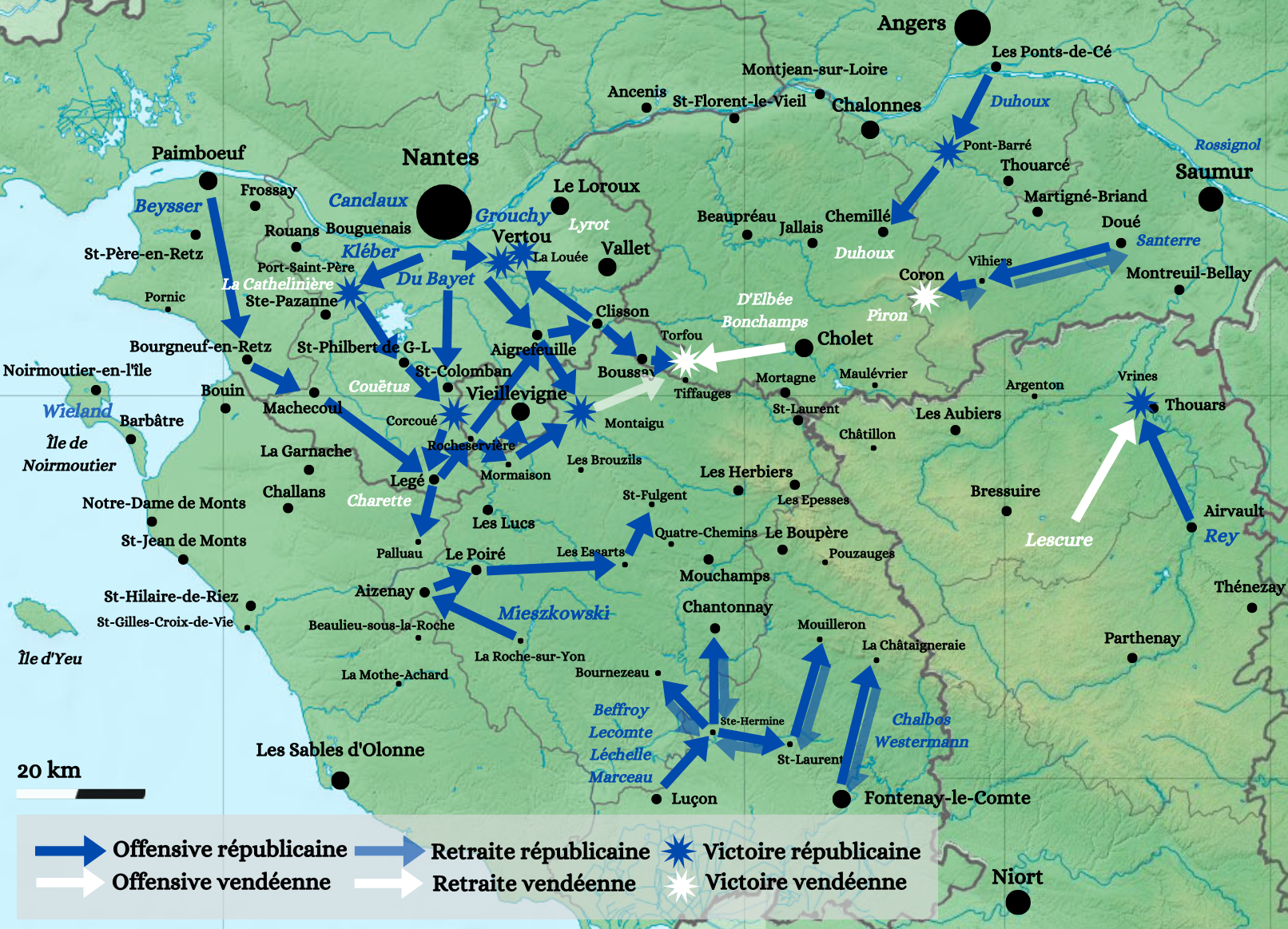
Carte des combats en Vendée entre le 10 et le 19 septembre 1793.
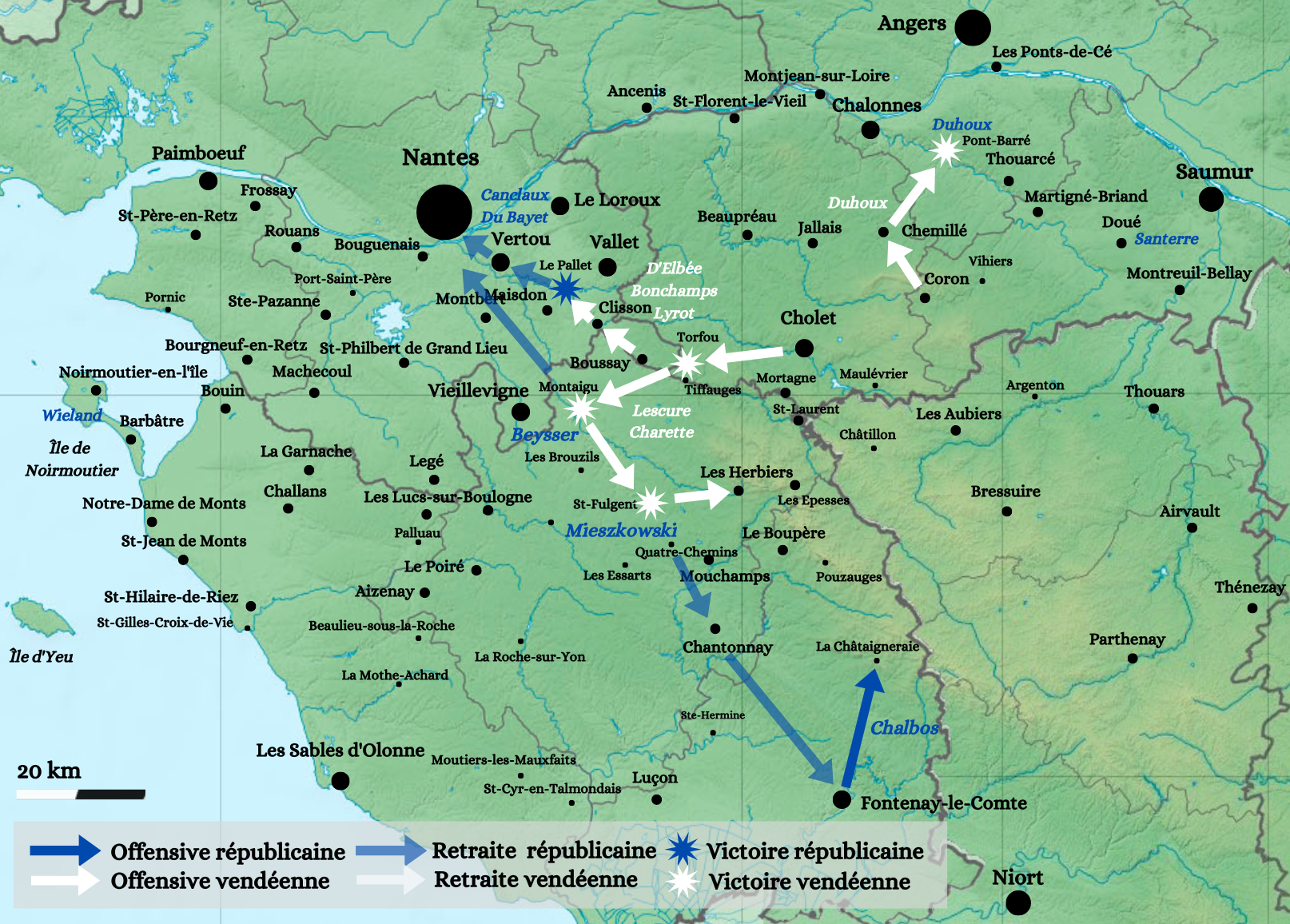
Carte des combats en Vendée entre le 19 et le 25 septembre 1793.
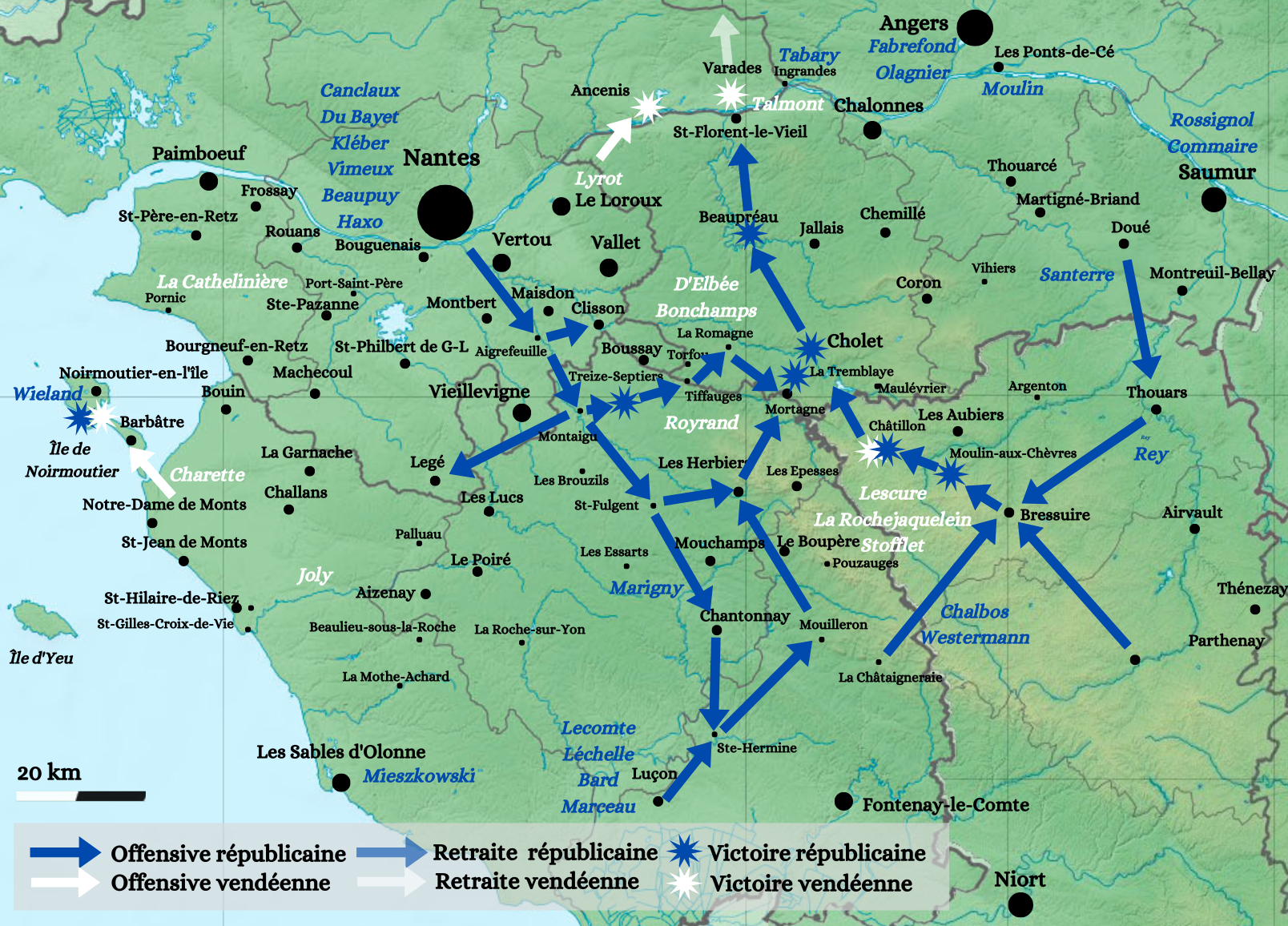
Carte des combats en Vendée du 25 septembre au 18 octobre 1793.
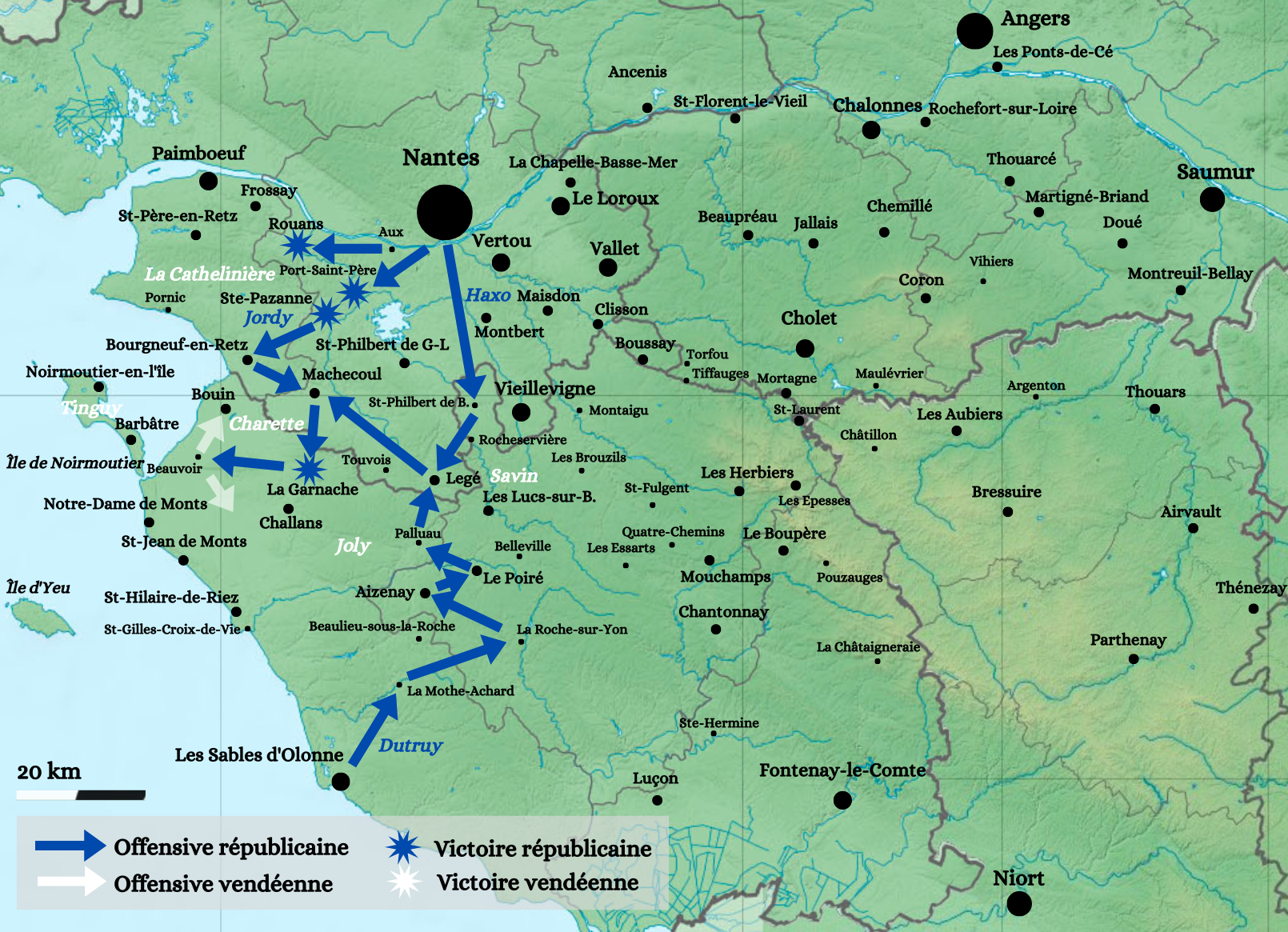
Carte des combats en Vendée en novembre 1793.
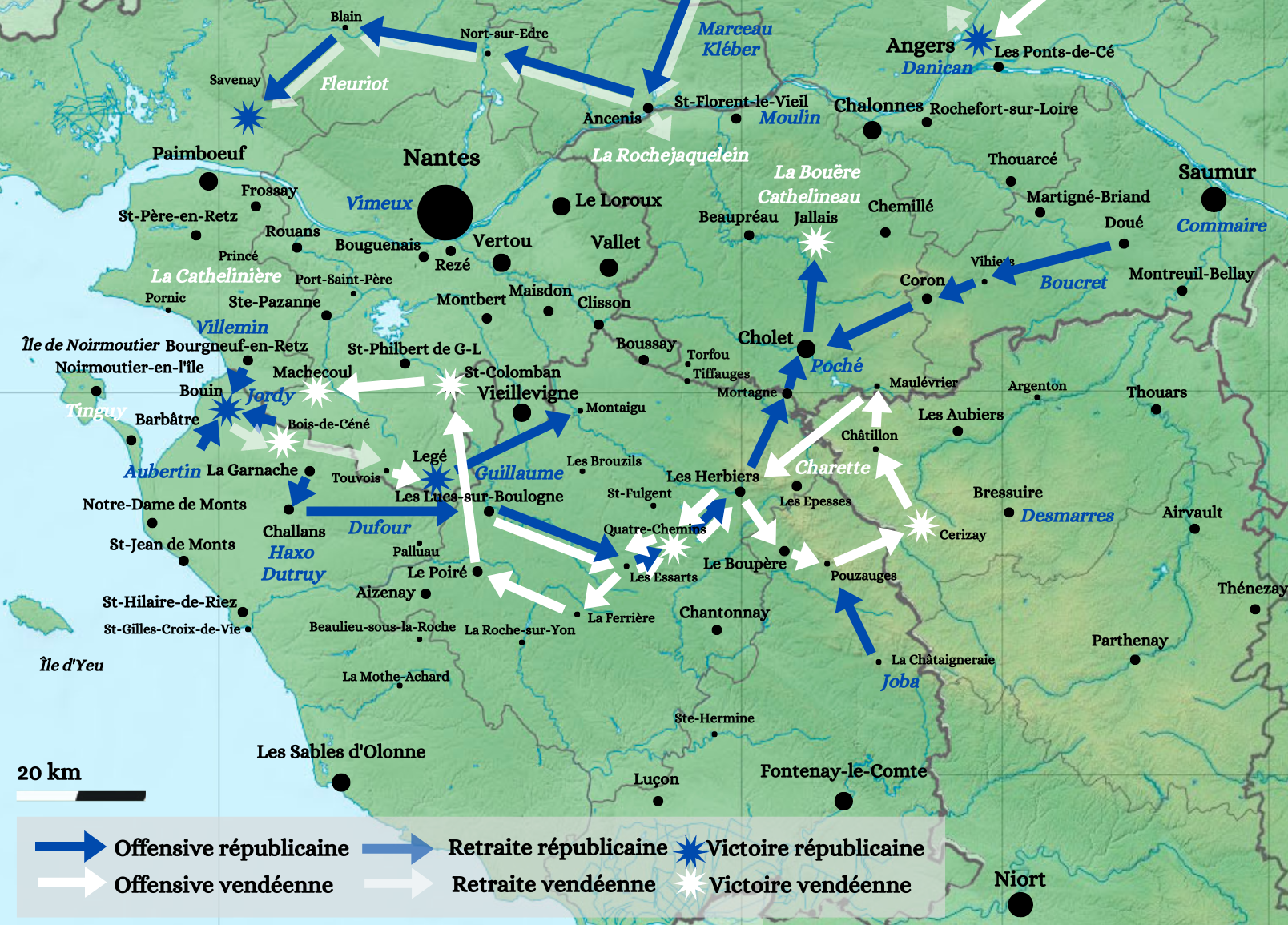
Carte des combats en Vendée en décembre 1793.
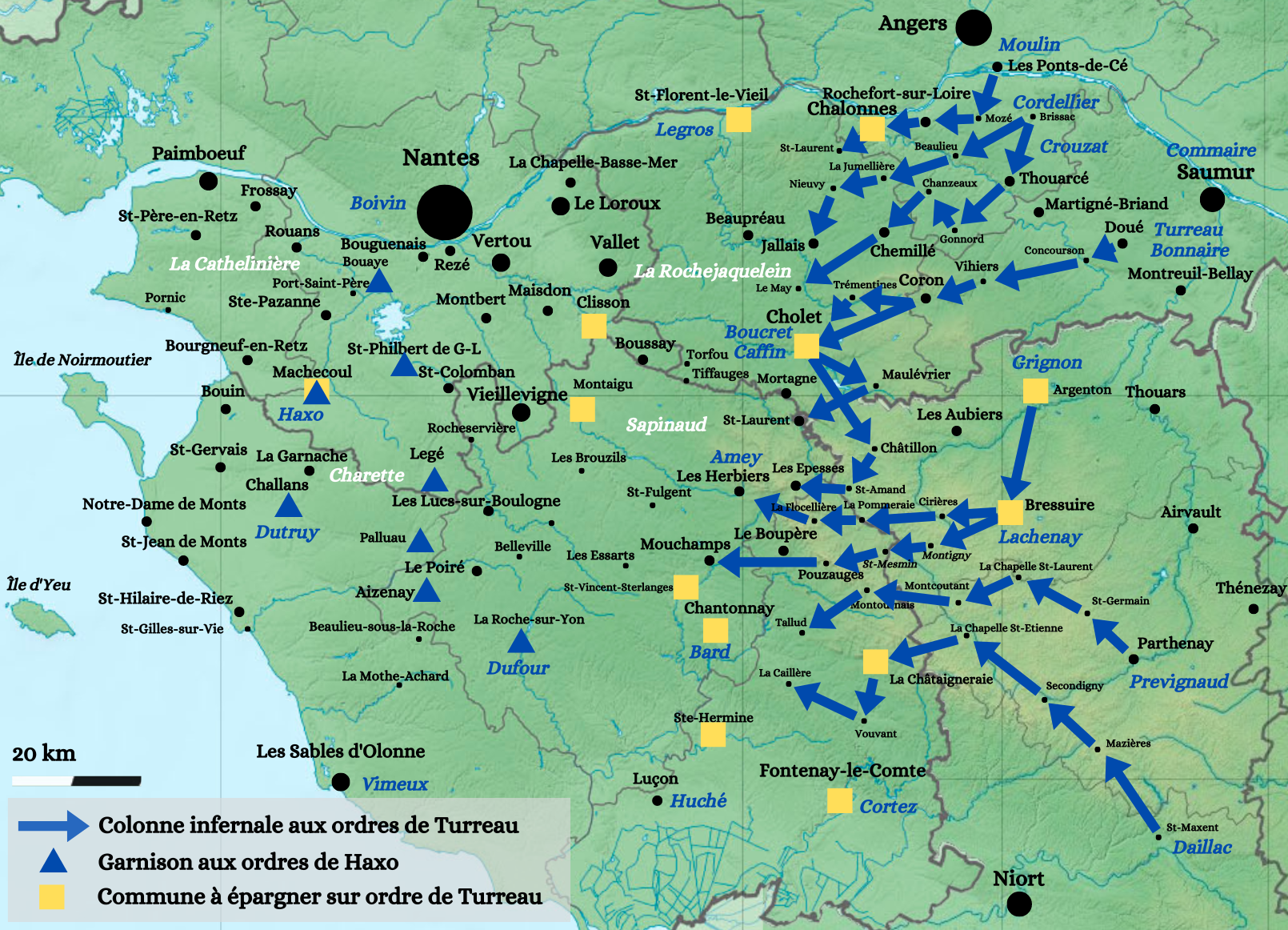
Parcours des colonnes infernales entre le 17 et le 31 janvier 1794.
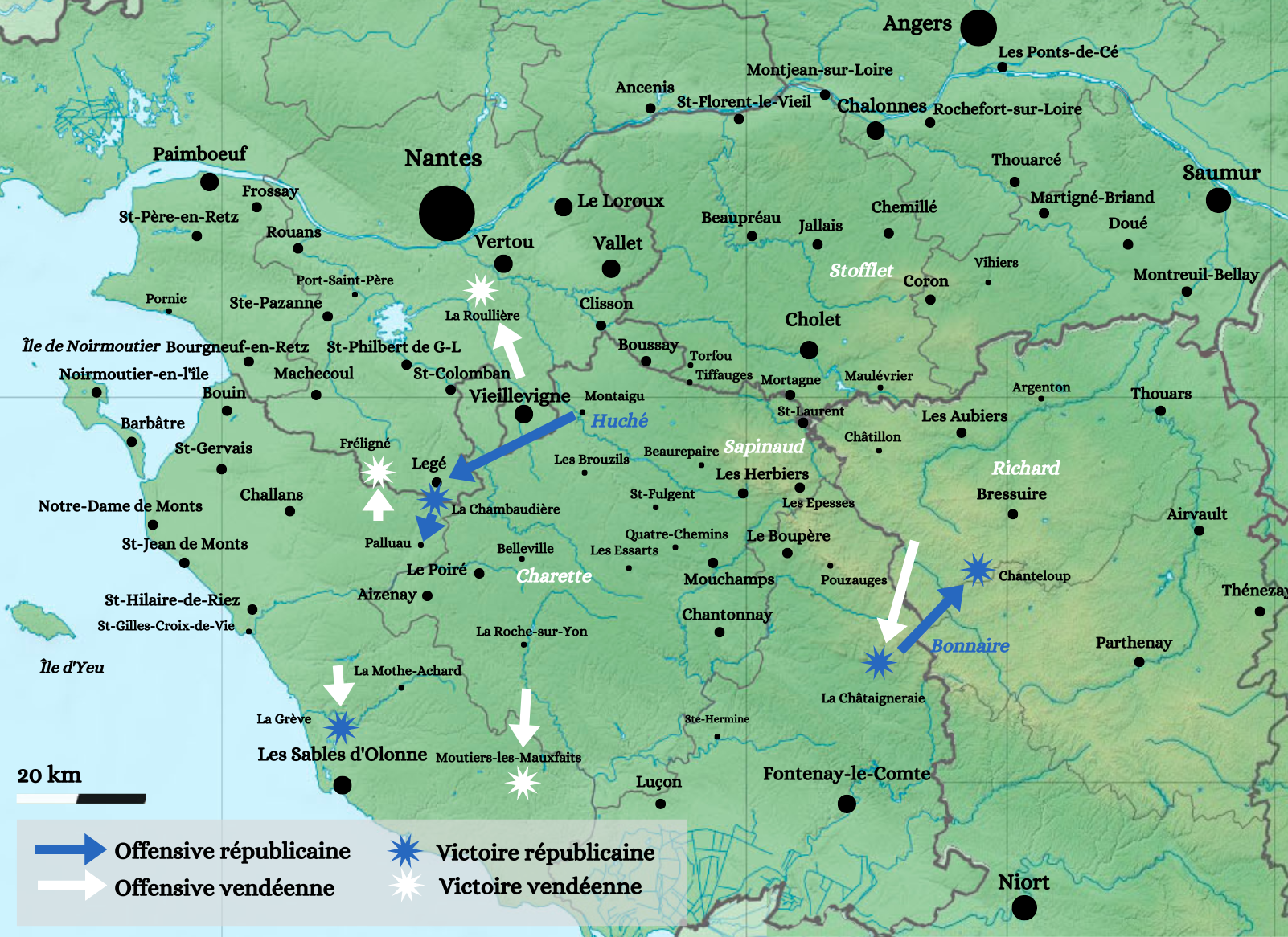
Carte des combats en Vendée, de juillet à décembre 1794.
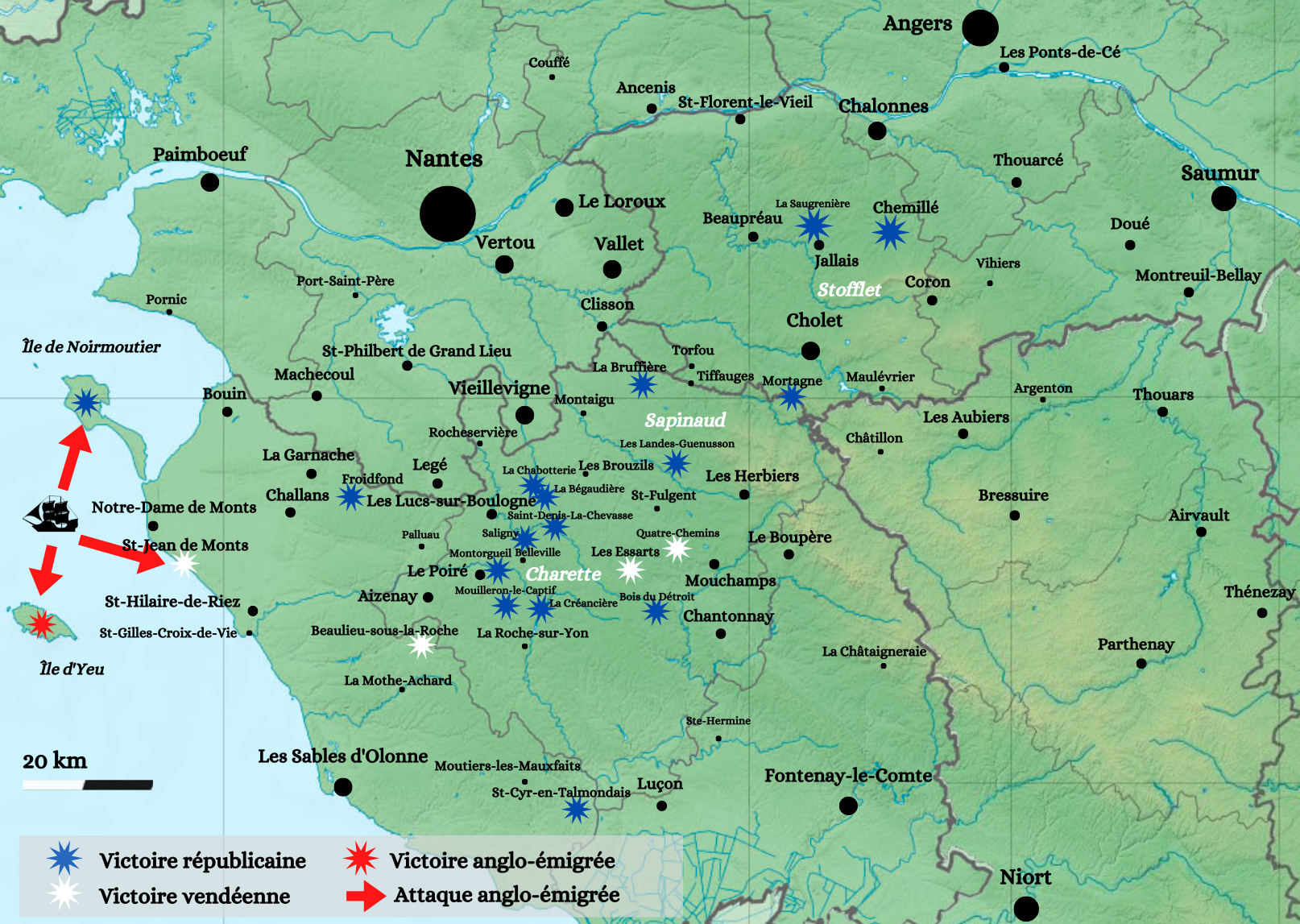
Carte de la deuxième guerre de Vendée (juin 1795-juillet 1796).

## Association
Une association portant ce nom étudie le souvenir des guerres de Vendée et perpétue le souvenir de cette épopée.